# Prophets of da City
Prophets of da City (POC) est un groupe de rap sud-africain formé en 1988. Pionnier du rap en Afrique, il sort le tout premier album de rap du continent en 1990, intitulé Our World, puis l'album Age of Truth en 1993, qui sera en grande partie censuré dans un contexte de transition post-apartheid. 

## Biographie
Prophets of da City est fondé en 1988 dans le quartier pauvre (township) de Mitchells Plain, au Cap, autour de Shaheen Ariefdien et DJ Ready D (Deon Daniels), accompagnés d'Ishmael Morabe, Mark Heuvel et Ramone. Groupe pionnier du rap africain, il s'inspire pour sa musique de groupes américains tels que Public Enemy, Run–DMC ou encore Grandmaster Flash and the Furious Five. Il y ajoute également des rythmes africains traditionnels et des influences locales, telles que le jazz ou le mbaqanga, et utilise l'argot du Cap. 
Le groupe fait surtout du rap conscient, critiquant le gouvernement et la situation des Noirs vivant sous l'apartheid.
En 1990, il sort le tout premier album de rap du continent africain : Our World. En 1993, avec l'arrivée des premières élections démocratiques du pays, le groupe sort l'album Age of Truth, « plus abouti », qui sera en grande partie censuré en Afrique du Sud dans un contexte de transition post-apartheid. Le clip de la chanson Understand where I'm coming from, évoquant la frustration des jeunes de la rue et la violence d'État dans les townships, est censuré par les 3 chaînes de la SABC pour son « esprit de violence »,. Il sera cependant primé en France en 1997, recevant le prix du « meilleur clip » lors des Midem de Cannes,, et l'album sera classé par le magazine Jeune Afrique parmi les « dix albums qui ont marqué l'histoire du rap africain ». En 1993 toujours, le groupe fait sa première tournée nationale, et se produit pour la première fois à l'international, lors d'une prestation au Danemark.
Lors des élections générales de 1994, Prophets of da City s'associe au combat de Nelson Mandela. Il s'implique aussi dans le programme « Rappers for Democracy » en effectuant des prestations musicales dans les ghettos devant environ 400 000 personnes, majoritairement illettrées, afin de les encourager à aller voter. Après l'élection de Mandela à la présidence, le groupe se produit lors de sa cérémonie d'investiture.
À la fin des années 1990, du fait de la censure de sa musique en Afrique du Sud, la revue Africultures estime que le groupe est plus connu à l'international que dans son propre pays. Il a notamment joué avec des artistes américains tels que Fugees, Afrika Bambaataa et Ice-T.

## Albums
- 1990 : Our World (Ku Shu Shu Records)
- 1991 : Boomstyle (Trutone Music)
- 1993 : Age Of Truth (Tusk Music)
- 1994 : Phunk Phlow (Ghetto Ruff (en))
- 1995 : Universal Souljaz (Nation Records)
- 1997 : Ghetto Code (Ghetto Ruff)